# Malegijs

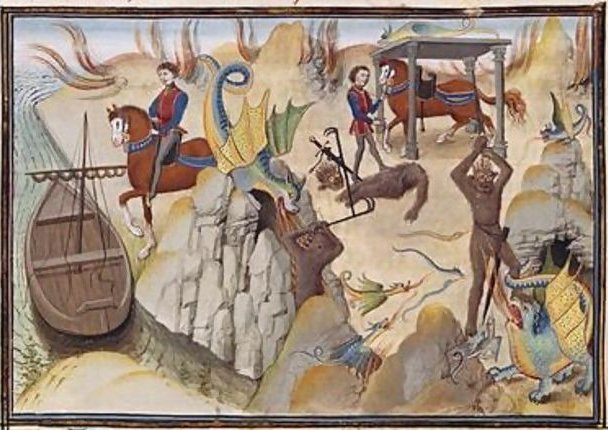
Malegijs bevrijdt het Ros Beiaard op het eiland Vulcanis, handschriftminiatuur door Loyset Liédet

Malegijs (soms Maeldegijs of Madelgijs; Frans: Maugis of Maugris; Italiaans: Malgigi) is een ridder en magiër, die voorkomt in middeleeuwse legenden. Hij zou geleefd hebben in de tijd van zowel Karel Martel (ca. 689 - 741) als Karel de Grote (747 of 748 - 814) en was een tegenstander van de Karolingische dynastie. Zo speelt hij de hoofdrol in De Schone Historie van Ridder Malegijs en is hij de leermeester en steun en toeverlaat van Reinout van Montelbaen in De historie vanden vier Heemskinderen. Door zijn tegenstanders werd hij van maleficia beschuldigd.

## Ontstaansgeschiedenis
De ontstaansgeschiedenis van de Middelnederlandse Malegijs gaat terug op het Oudfranse verhaal van Maugis d'Aigremont. Omtrent de datering en het auteurschap van de Middelnederlandse bewerking tast men geheel in het duister. Toch zijn er van de Middelnederlandse Malegijs fragmenten uit elf verschillende handschriften verzameld in de Universiteitsbibliotheek Gent. Deze fragmenten zijn samen goed voor ongeveer 3.000 verzen. Een volledig afschrift is echter niet bewaard gebleven. Wel werd, in een andere bewerking, de Schoone historie van Malegijs vanaf 1556 tot het einde van de negentiende eeuw geregeld als volksboek uitgebracht.

## Geboorte
In De Schone Historie van Ridder Malegijs wordt zijn geboorte vermeld als zoon van hertog Beuves van Aigremont en zijn echtgenote Druwane. Zijn tweelingbroer heette Viviaan. Door een dramatische gebeurtenis werd de tweeling van elkaar en van hun huis en haard gescheiden. Viviaan kwam bij de Saraceense koning Yvorijn van Mombrand terecht en Malegijs bij de magiër Baldaris en zijn zuster Orianda in de stad Rootsefleur.

## Magiër
Malegijs las alle geheime boeken van zijn pleegvader Baldaris en kwam er gauw achter dat Orianda, op wie hij verliefd was, niet zijn echte moeder was. De magiërs gaan naar Parijs, waar ze Meester York leren kennen. Meester York blijkt een oom van Malegijs te zijn. Koning Karel Martel heeft via zijn koningin te horen gekregen van Malegijs' toverkunsten en nodigde hem uit. Malegijs betovert het gezelschap, dat naakt gaat dansen. Vanaf dat moment zijn zij onverzoenlijke vijanden. Viviaan is intussen bekeerd tot het Christendom en verliefd geworden op Benfleur, de dochter van koning Yvorijn van Mombrand. Hij verwekt bij haar een zoon, Aymon, de vader van de latere Vier Heemskinderen. Viviaan vlucht naar Antenor, de koning van Spanje en Benfleur naar haar schoonfamilie in Aigremont. Later ontmoeten de geliefden elkaar in Aigremont en daar zien Malegijs en Viviaan elkaar voor het eerst weer terug. Inmiddels heeft Malegijs het Ros Beiaard getemd en meegenomen van het eiland Vulcanis. De twee broers bevechten koning Karel Martel, omdat deze hun vader Beuves van Aigremont in Parijs gevangen houdt. Ze weten hun vader Beuves te bevrijden en Karel Martel een jaar lang op te sluiten in het kasteel van de 'graaf van Montcler', die evenals Meester York een oom van Malegijs is. Uiteindelijk wordt er vrede gesloten. Koning Yvorijn, die Aigremont belegerde, wordt door Viviaan gedood. Later wordt Viviaan door diens zoon Yvorijn gedood, om wraak te nemen om de dood van zijn vader, op een eiland voor de kust van Mombrand. Dan komt ook Meester York om het leven.

## Ysane
Ysane was de zuster van hertogin Druwane van Aigremont. Zij was ontvoerd door de koning van Mallorca, maar werd door Malegijs, Viviaan, Aymon en schildknaap dwerg Spiet ontzet. De koning van Mallorca had drie reuzen als broers met de namen: Fortunus, Weroen en Crassus. Fortunus was bovendien Spiets vader. De helden weten hen allemaal te overwinnen en Ysane terug naar Aigremont te voeren, waar ze met Spiet huwt en er een kleine Spiet wordt geboren. Er wordt gerouwd om de dood van Viviaan, maar er is ook blijdschap om het huwelijk van Viviaans zoon Aymon met Aye, de zuster van Karel Martel. Malegijs geeft aan Aymon het ros Beiaard.

## Pultiblas van Oceanië
Als Malegijs een keer gevangen is genomen door Pultiblas, de koning van Oceanië en Yvorijn van Mombrand, komen de ridders van Karel Martel hem te hulp. Maar koning Karel Martel zelf weigert alle hulp. Pultiblas en Yvorijn vinden de dood en dan begint Pultiblas' weduwe Torele een expeditie tegen de steden Rootsefleur en Aigremont. Ze trommelt broers van Pultiblas, drie reuzen, op en Goriant, de broer van Yvorijn en nieuwe koning van Mombrand. Ze verwoesten Rootsefleur, maar kunnen Aigremont niet innemen.

## Dood van Orianda
Malegijs is afwezig, want hij is op bedevaart naar Sint-Jacob van Compostela, om voor zijn zonden te boeten. Hij komt weer in het land als de reuzen zijn verslagen door de ridders van Karel Martel. Door de vernietiging van Rootsefleur laat Orianda het leven en zij wordt in Lyon begraven. Aymon reist naar de stad Dordoen, die hij van Karel Martel heeft gekregen en Malegijs trekt zich terug in een kluis in het woud van Lyon in afwachting van betere dagen. Hier eindigt het verhaal.

## Reinout

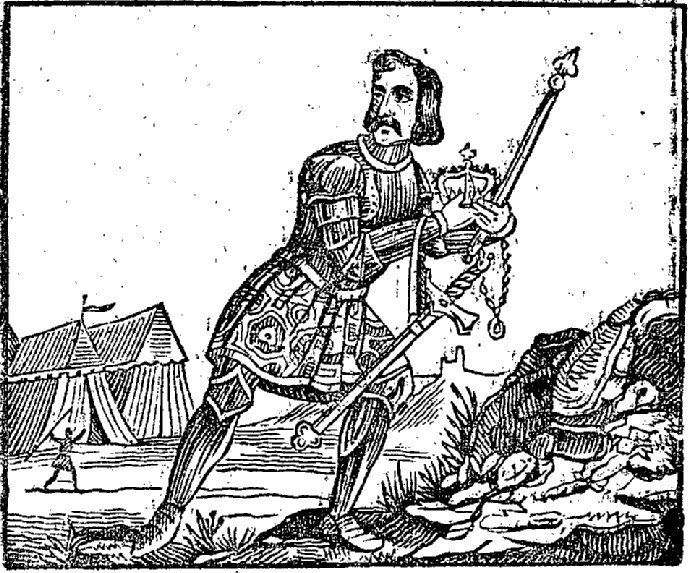
Malegijs steelt de kroon van Karel de Grote

In "De historie vanden vier Heemskinderen" speelt Malegijs op oudere leeftijd een rol. Aymon van Dordoen krijgt Vier Heemskinderen (Aymon's kinderen): Adelaert, Writsaert, Ritsaert en Reinout, die ruzie krijgen met koning Karel de Grote. Als Reinout ten einde raad is, zijn drie broers en zijn ros Beiaard zijn door Karel de Grote gevangen, verschijnt 'oom' Malegijs weer ten tonele. Hij heeft een kelk bij zich, die de naam Christiaan draagt en daarmee houdt hij Karel de Grote voor de gek, waardoor Reinout weer in het bezit komt van Beiaard. 's Nachts bevrijdt Malegijs met zijn toverkunsten de drie broers uit de gevangenis en neemt ook de kroon en het zwaard van Karel de Grote mee. De koning wil koste wat kost het ros Beiaard in zijn bezit krijgen en schrijft een wedstrijd uit. Malegijs betovert Reinout en Beiaard zodat ze onherkenbaar worden en zo winnen ze de prijs. Maar Reinout staat nooit het ros Beiaard af.
Karel de Grote koopt Reinouts schoonvader Yewijn om en bijna lopen de vier broers in de val. Dan verschijnt Malegijs met een leger. Karel de Grote wil nu Yewijn opknopen, omdat het plan is mislukt, maar op het laatste moment kan Reinout hem redden. Karel de Grote belegert Montalban en de Heemskinderen vluchten naar een kasteel in de Ardennen. Aye bemiddelt een vrede, maar Reinout moet daarbij het Ros Beiaard afstaan. Het paard wordt in de Maas verdronken. Het sterft bij de derde poging, waarbij tien molenstenen aan Beiaard zijn vastgemaakt en wanneer Reinout de blik afgewend houdt, waardoor het paard denkt dat zijn meester zich van hem heeft afgekeerd.

## Malegijs' overlijden

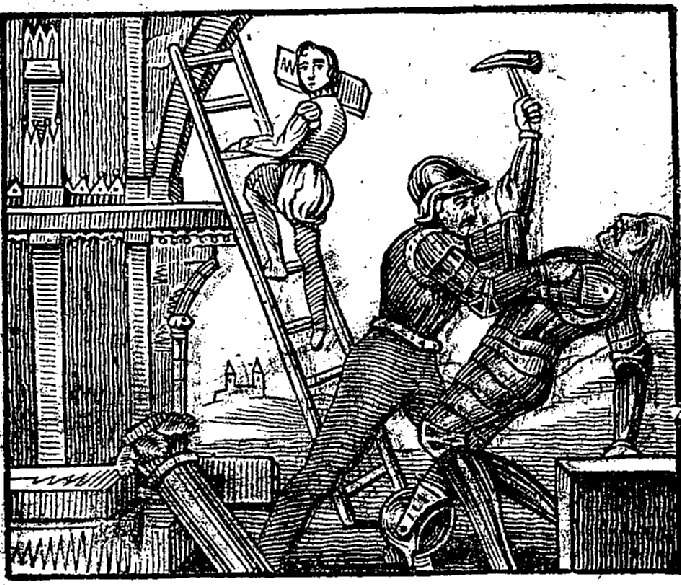
De moord op Reinout

Reinout leeft drie jaar als kluizenaar en gaat vervolgens naar het Heilige Land en ontmoet daar Malegijs. Samen heroveren ze Jeruzalem. Malegijs sterft er door een pijl. Reinout wordt in Keulen vermoord, maar als Karel de Grote zijn tombe in Dortmund wil bekijken, blijkt deze leeg te zijn.
Volgens de 15e-eeuwse 'Renaud of Montauban' van William Caxton komen Renaud (Reinout) en Maugis (Malegijs) samen terug uit Jeruzalem, via Palermo en Rome. In deze versie is Maugis Renauds neef. Bij terugkomst in Dordonne horen ze dat Clare (Clarisse), Renaud's echtgenote, van verdriet is overleden. Zeven jaar later sterven Aymon, Renauds vader en Maugis. Maugis overlijdt in zijn hermitage. Renaud schenkt Dordonne aan zijn zoon Yonet en Montauban aan zijn zoon Aymonet. Renaud vertrekt naar Keulen, waar hij in zijn slaap vermoord wordt door mannen die ook aan de bouw van de Sint-Petruskerk werken. Ze werpen de zak met zijn lichaam in de Rijn, maar vissen brengen hem boven water. De aartsbisschop spreekt van een wonder en de kar met Renauds lichaam rijdt uit zichzelf naar Croine. Dat is zijn laatste rustplaats.